# Christian Friedrich Krüger
Christian Friedrich Krüger (15. Mai 1753 in Schwerin; † 13. Mai 1840 ebenda) war ein deutscher Staatsminister.

## Leben
Christian Friedrich Krüger wurde als ältester Sohn des Geheimen Regierungsrates Dr. Karl Krüger (* unbekannt; † 13. September 1799) geboren.
Er besuchte die Domschule (das spätere Gymnasium Fridericianum Schwerin) in Schwerin und studierte anschließend Rechtswissenschaften an der Universität Bützow und der Georg-August-Universität Göttingen. Nach dem Abschluss des Studiums wurde er als Advokat und Prokurator bei der Schweriner Justizkanzlei immatrikuliert.
1778 wurde er Regierungs- und Lehns-Fiskal beim Herzog Friedrich. 1788 erfolgte die Ernennung zum Hofrat und am 19. Mai 1790 die Beförderung zum Wirklichen Hofrat und Regierungs-Fiskal. Am 1. November 1799 erhielt er die jüngste Ratsstelle in der Landesregierung und Lehnskammer. Am 7. Dezember 1808 wurde er zum Geheimen Regierungsrat und zum Mitglied im Geheimen Ratskollegium berufen. Am 10. Dezember 1827 erfolgte die Bestätigung zum Wirklichen Geheimen Rat.  
Am 5. Mai 1836 wurde er zum Regierungspräsidenten ernannt und erhielt das Prädikat Exzellenz. Im darauffolgenden Jahr wurde er am 6. Mai 1837, als Nachfolger des verstorbenen Leopold von Plessen, zum ersten Staatsminister im Großherzogtum Mecklenburg-Schwerin erhoben. 
Christian Friedrich Krüger heiratete in 1. Ehe am 28. August 1779 Regina Elisabeth (* 6. August 1755; † 14. April 1796), eine Tochter von Johann Christian Peitzner. Nach dem Tod seiner ersten Ehefrau heiratete er am 5. Dezember 1797 C. D. M., eine Tochter des Geheimen Kanzleirates Friedrich Wilhelm Christoph Siggelkow (1745–1807) aus Schwerin. Beide Ehen blieben kinderlos. 
Von 1802 bis 1836 war er Besitzer des Rittergutes Groß Stieten.
Krüger vermachte einen bedeutenden Teil seiner Bibliothek der Gymnasialbibliothek des Fridericianums.

## Ehrungen
1813 wurde er durch die Juristische Fakultät der Universität Rostock zum Dr. h. c. der beiden Rechte im zivilen und im kanonischen Recht ernannt.
Am 5. Mai 1836 wurde ihm der Ehrentitel Exzellenz verliehen.

## Mitgliedschaften
Am 1. Juli 1801 wurde er Ehrenmitglied der mecklenburgischen naturforschenden Gesellschaft, die 1800 in Rostock gegründet wurde.
Am 22. April wurde er ordentliches Mitglied des Vereins für mecklenburgische Geschichte und Altertumskunde. 